# 刘中民
刘中民（1964年9月24日—），河南扶沟人，中国化学家。中国民主同盟盟员，中国工程院院士，从事煤化工、石油化工领域应用催化研究与技术开发工作，现任中国科学院大连化学物理研究所所长。

## 生平
1983年取得郑州大学化学系学士学位，1990年取得中国科学院大连化学物理研究所物理化学博士学位。曾任中国科学院大连化学物理研究所副所长。
2015年12月，当选中国工程院化工、冶金与材料工程学部院士。
2017年3月，任中国科学院大连化学物理研究所、青岛生物能源与过程研究所所长。
2018年1月，当选第十三届全国政协委员。
2023年1月，当选为辽宁省政协副主席。

## 头衔
- 甲醇制烯烃国家工程实验室主任
- 国家能源低碳催化与工程研发中心主任